# ريتشارد لي (لاعب كريكت)
ريتشارد لي (بالإنجليزية: Richard Leigh)‏ (7 فبراير 1784 في المملكة المتحدة - 9 أكتوبر 1841 بوستمنستر في المملكة المتحدة) هو لاعب كريكت بريطاني (وحمل سابقاً جنسية المملكة المتحدة لبريطانيا العظمى وأيرلندا ومملكة بريطانيا العظمى).